# Schronisko na Kazanowcu
Schronisko na Kazanowcu – nieistniejące obecnie schronisko turystyczne położone na wysokości 900 m n.p.m., na północnym stoku Kazanowca (968 m n.p.m.) w Bieszczadach Wschodnich.

Brak jest informacji o dokładnej dacie powstania schroniska, na pewno istniało w 1937 roku. Prowadzone było przez Sekcję Narciarską klubu sportowego Czarni Lwów. Oferowało 20 miejsc noclegowych.

## Szlaki turystyczne w 1936 r.
Na Kazanowiec prowadziły szlaki turystyczne: ze Sławska i dalej przez Wysoki Wierch (1245 m n.p.m.) na Czarną Repę (1288 m n.p.m.) oraz z Rożanki Niżnej.